# Matsugasaki Tsumunaga

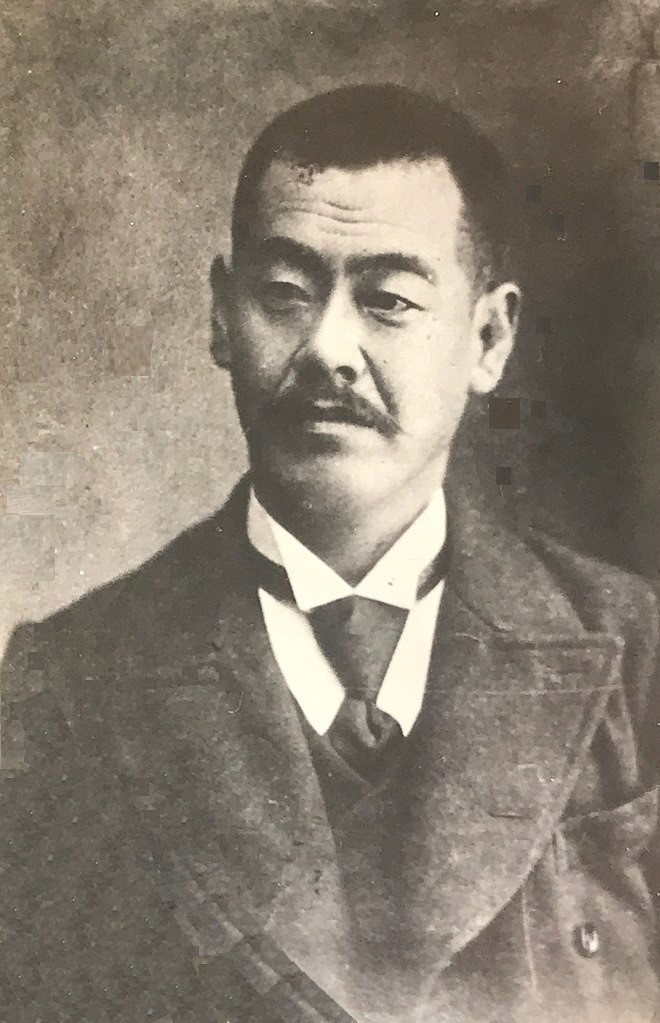
Matsugasaki Tsumunaga

Matsugasaki Tsumunaga (japanisch 松崎 萬長; geboren 18. November 1858 in Kyōto; gestorben 3. Februar 1921) war ein japanischer Architekt, seit 1896 Baron.

## Leben und Wirken
Matsugasaki Tsumunaga war der zweite Sohn von Tsutsumi Akinaga (堤哲長, 1828–1869). Aufgezogen wurde er von Kanroji Katsunaga (甘露寺 勝長; 1827–1870). Im 3. Jahr Keiō (1867) wurde er in den Hofadelsstand erhoben und nahm den Namen Matsugasaki an. 1871 kam er als Jugendlicher im Rahmen der Iwakura-Mission nach Deutschland und studierte unter Hermann Ende Architektur an der „Königlich Preußische Technische Hochschule zu Berlin“, der Vorläufereinrichtung der heutigen Technischen Universität Berlin.
1885 kehrte Matsugasaki nach Japan zurück und begann als Architekt zu arbeiten. Er wurde Architekturbeauftragter am kaiserlichen Hof (皇居御皇居御事務局御用掛, Kōkyo gokōkyo jimukyoku goyō-kake), wurde Beamter in der Bauabteilung der Regierung (建築局事務官, Kenchikukyoku jimukan) und übernahm weitere Funktionen.
Erhalten sind vor allem Gebäude auf Taiwan. Ein Beispiel seines frühen Stils ist die gut restaurierte Villa für den Diplomaten Aoki Shūzō in Nasu, einer Sommerfrische für die Tokioter in den Bergen der Präfektur Tochigi. Die beiden kannten sich über den Deutschland-Aufenthalt. Matsusgasaki konnte Aoki als ersten Präsidenten der neugegründeten Vereinigung japanischer Architekten gewinnen.

## Bilder

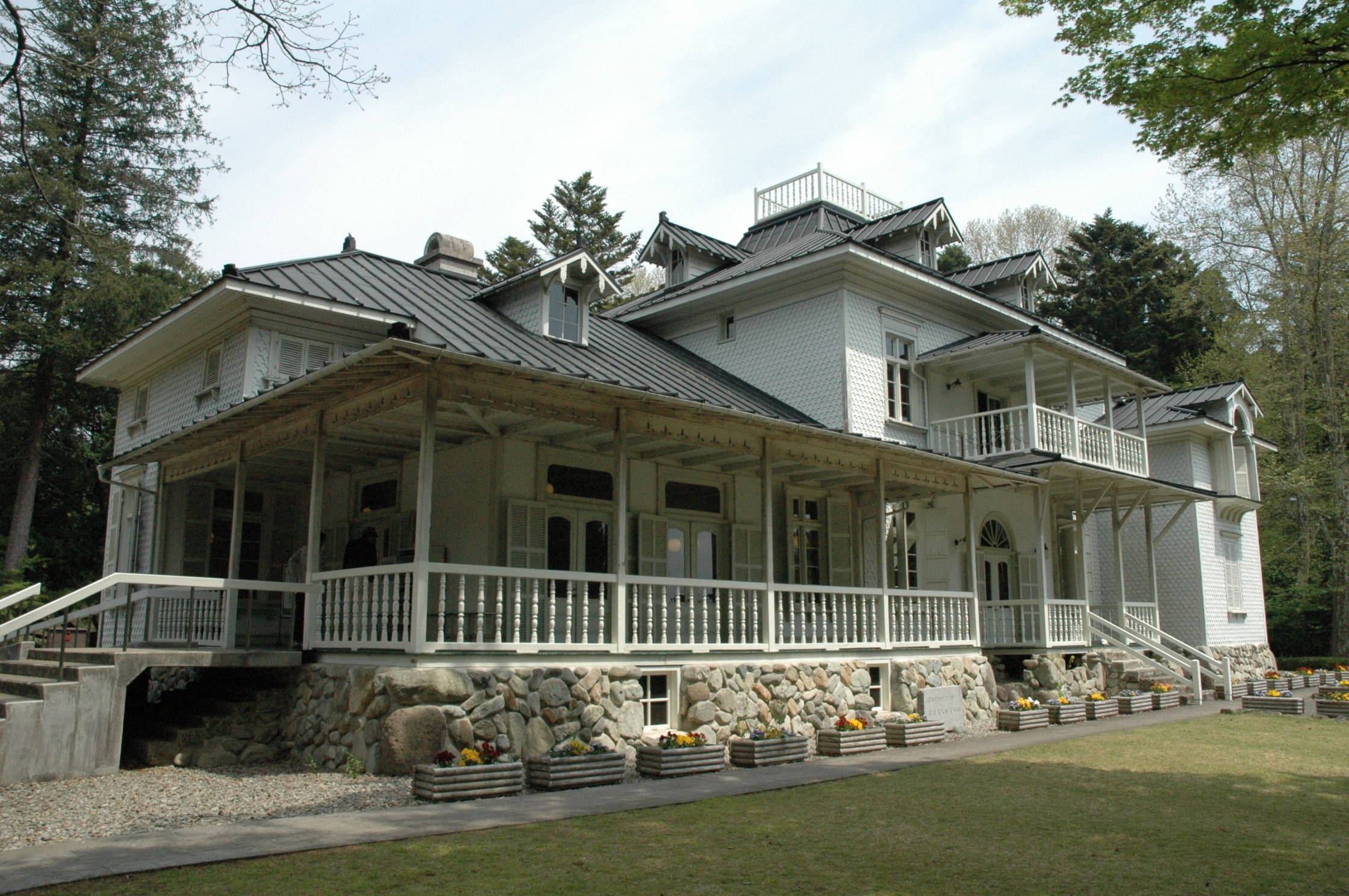
Aoki Shūzōs Villa in Nasu
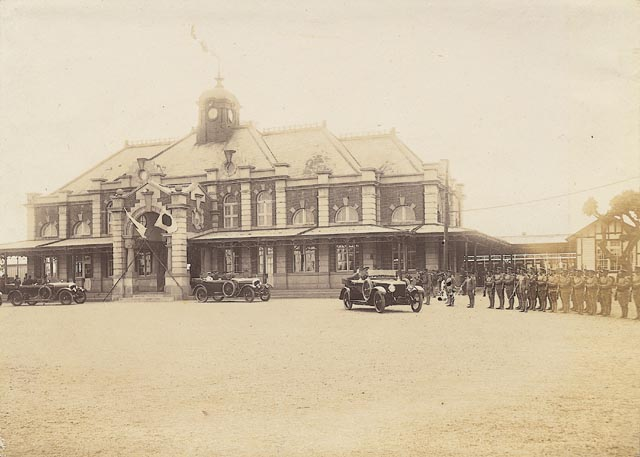
Bahnhof Hsinchu, 1923[A 1]
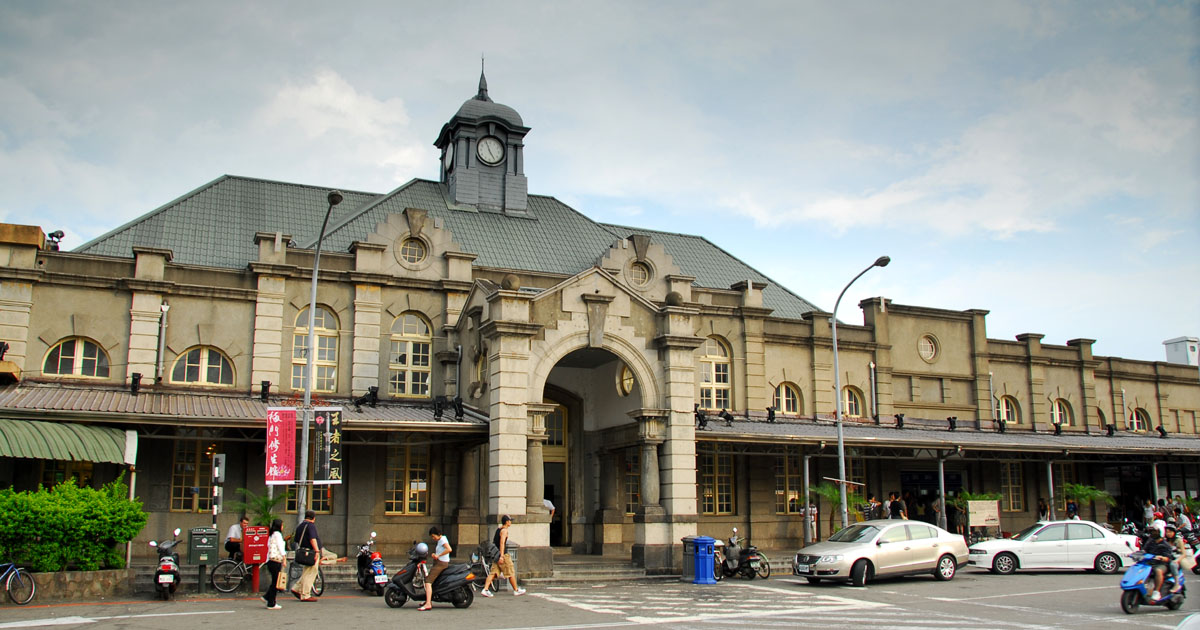
Bahnhof Hsinchu, heute
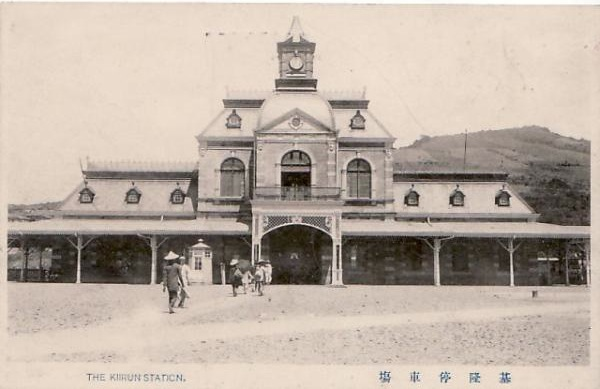
Bahnhof Keelung, Taiwan
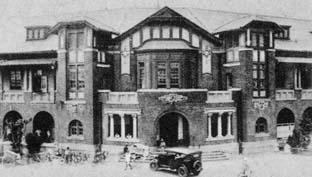
Eisenbahnamt, Taiwan
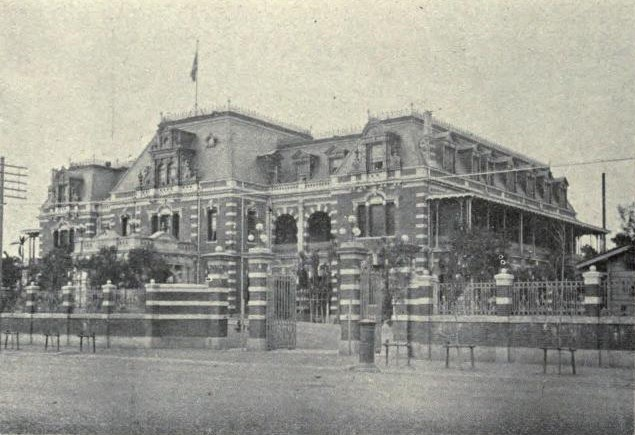
Eisenbahnhotel, Taiwan